# شاهدخت تاکاتسونای
شاهدخت تاکاتسونای (به ژاپنی: 高津内親王 こうづ/たかつないしんのう); تولد نامشخص – ۱۱ مهٔ ۰۸۴۱) دوازدهمین دختر امپراتور کانمو اهل ژاپن بود. مادر او جوگویی نام داشت. او خواهر ناتنی و همسر امپراتور ساگا بود.